# Línea 209 (Santiago de Chile)
La Línea 209 de Red (anteriormente llamado Transantiago) une la Alameda con El Volcán, recorriendo toda la Avenida Santa Rosa. Además, operaba en horas punta un servicio expreso, denominado 209e, con el mismo trazado del recorrido principal y deteniéndose sólo en algunas paradas.
Este recorrido recorre las principales vías de conexión entre Santiago y Puente Alto, siguiendo una ruta transversal de oriente a sur por San Antonio y San Francisco, pasando por importantes lugares de confluencia de gente, tales como la Avenida Santa Rosa y Camino El Retiro.
Forma parte de la Unidad 2 del Transantiago, operada por Subus Chile, correspondiéndole el color azul a sus buses. Aunque desde fines del 2022 la totalidad de su flota de buses posee el esquema de estándar Red.

## Flota
El servicio 209 es operado principalmente con máquinas de 12 metros, carrozados por Foton(eBus U12SC), los cuales tienen capacidad de 90 personas. En ciertos horarios de mayor afluencia de público, se incorporan buses articulados de 18 metros con capacidad de 160 personas, cuyo chasis es Volvo B8RLEA y son carrozados por Marcopolo (Gran Viale BRT).
Anteriormente era operado por buses carrozados por Marcopolo (Gran Viale) y Caio Induscar (Mondego L y LA) , con chasis Volvo B7RLE y Volvo B9SALF en rigidos y articulados respectivamente.

## Historia
La 209 inició sus operaciones junto con el plan Transantiago en febrero de 2007. En ese instante, operaba con buses "enchulados", la mayoría heredados de empresas de micros amarillas cuyos terminales estaban cercanos a la Alameda.
En el inicio del plan, el recorrido principal no ingresaba desde el Metro Santa Lucia, sino que sólo llegaba hasta el retorno del extinto "Cruce Santiago", en el inicio de la avenida Libertador Bernardo O'Higgins, lugar donde se acopiaban los buses en un sitio eriazo. Los problemas de cobertura de las primeras semanas del Transantiago, y la necesidad de operar desde un terminal establecido y no desde la vía pública, causaron que en menos de tres meses, el 209 fuera extendido por Carmen (ida) y Santa Rosa (vuelta) hacia Metro Santa Lucia, donde funcionaba su principal depósito en Recoleta.
A partir del 18 junio de 2018 el servicio extiende su recorrido por Acceso Sur y Camino El Retiro
Desde el 6 de julio de 2024 el recorrido 209 se modifica su trazado circulando por el sector de la Caletera Norte Acceso Sur.

## Trazado

### 209 y 209e Alameda - El Volcán
| - Comuna de Santiago - Av. Libertador Bernardo O'Higgins - Carmen - San Francisco - Bio-Bio - Av. Santa Rosa - Comuna de San Miguel, San Ramón y La Pintana - Av. Santa Rosa - Comuna de Puente Alto - Av. Eyzaguirre - Juanita - Caletera Acceso Sur - Camino El Retiro | - Comuna de Puente Alto - Camino El Retiro - Caletera Acceso Sur - Juanita - Weber - San Guillermo - La Lecheria - El Tranque - Del Empresario - Juanita - Av. Eyzaguirre - Av. Santa Rosa - Comuna de La Pintana, La Granja, San Joaquín y Santiago - Av. Santa Rosa |

## Puntos de Interés
- Metro Santa Lucia
- Metro Matta
- Metro Bío Bío
- Municipalidad de San Joaquín
- Santa Isabel Santa Rosa
- Unimarc Santa Rosa
- Metro Santa Rosa
- Municipalidad de La Granja
- Parque La Cañamera